# Paul Lorenzen

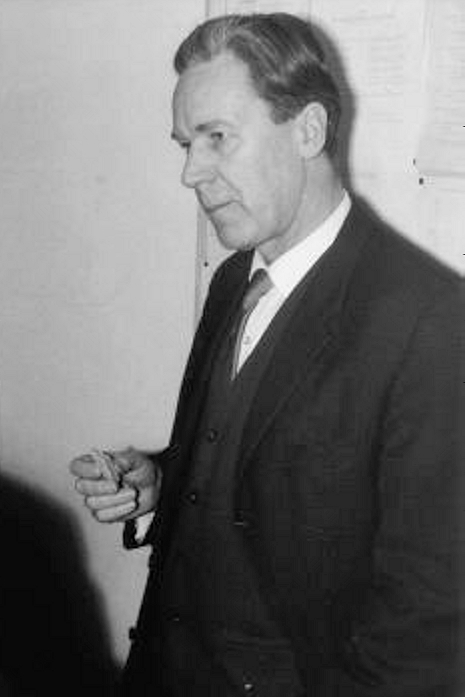
Paul Lorenzen (1967)

Paul Peter Wilhelm Lorenzen (* 24. März 1915 in Kiel; † 1. Oktober 1994 in Göttingen) war ein deutscher Philosoph, Wissenschaftstheoretiker, Mathematiker und Logiker.
Lorenzen war neben Wilhelm Kamlah der Begründer der Erlanger Schule des methodischen Konstruktivismus. Dabei gestaltete er mit Kamlah eine logische Propädeutik und argumentierte gegen zirkelhaftes Denken. Lorenzen erarbeitete wichtige Beiträge zur Wissenschaftstheorie und begründete eine Protophysik mit Messgerätenormen, die nicht empirisch widerlegt werden können.
Lorenzen entwickelte eine operativ-konstruktive Mathematik und gestaltete mit Kuno Lorenz eine dialogische Logik. Als John Locke Lecturer gestaltete er eine normative deontische Logik und entfaltete aus mehreren Typen der Modallogik Ansätze zu Fragen der Technik, Ethik und der politischen Philosophie.

## Leben
Lorenzen wurde 1915 als Sohn des promovierten Rechtsanwalts und Notars Max Rosenkranz und Lisa Rosenkranz geb. Möhlmann in Kiel geboren. Nach dem Abitur, das er Ostern 1933 am Realgymnasium in Bad Pyrmont ablegte, leistete er ein halbes Jahr Arbeitsdienst und studierte dann Mathematik, Physik, Chemie und Philosophie in Kiel, Berlin und Göttingen. Lorenzen trat 1933 in die SA und in den NSDStB ein, zum 1. Mai 1937 schloss er sich der NSDAP an (Mitgliedsnummer 4.137.844). Vom Herbst 1934 bis 1935 leistete er ein Jahr aktiven Militärdienst. In Göttingen promovierte er 1938 (Rigorosum) bei Helmut Hasse mit einer Arbeit zur Abstrakten Begründung der multiplikativen Idealtheorie. 1939 wurde Lorenzen Assistent von Wolfgang Krull am Mathematischen Seminar in Bonn, was er offiziell bis 1949 blieb, und Anfang 1940 als Soldat eingezogen. Über die Vermittlung von Hasse hat Lorenzen von Juli 1940 bis April 1941 bei Wilhelm Tranow im Dechiffrierungsprojekt der Marine mitgearbeitet. Ab 1942 war er als Lehrer an der Marineschule Wesermünde eingesetzt und wurde im Januar 1945 an die Marineschule Flensburg versetzt. Zurück in Bonn konnte er sich 1946 habilitieren und wurde Privatdozent. Er war 1948/49 kurz Gastdozent in Cambridge und wurde 1949 Diätendozent für Mathematik und Mathematikgeschichte in Bonn, wo er 1952 außerplanmäßiger Professor wurde. 1954 übernahm er dort die Leitung des neu gegründeten Carl-Schurz-Collegs, in dem er auch wohnte.
In Kiel erhielt er 1956 eine ordentliche Professur für Philosophie. 1957/58 war er am Institute for Advanced Studies in Princeton. 1962 nahm er die auf Initiative von Wilhelm Kamlah zustande gekommene Berufung nach Erlangen an: „… allein zu dem Zweck, um mit Kamlah zusammenarbeiten zu können“. Dort lehrten beide zunächst in enger Kooperation, die als Erstes die seinerzeit weithin bekannt gewordene „logische Propädeutik“ hervorbrachte. Dieser Ansatz war derart erfolgreich, dass daraus eine Schule entstand, die heute unter verschiedenen Bezeichnungen (z. B. Erlanger Konstruktivismus) firmiert. Von 1967 bis 1968 war Lorenzen John Locke Lecturer in Oxford. Seit 1967 versah er in der vorlesungsfreien Zeit Gastprofessuren in Austin (Texas) und Boston. 1980 wurde Lorenzen das Bundesverdienstkreuz am Bande verliehen. Seit seiner Emeritierung 1980 lebte er in Göttingen, wo er 1994 starb.
Er war Mitglied der Akademie der Wissenschaften zu Göttingen (1960), des Institut de philosophie in Paris und der Académie Internationale de Philosophie des Sciences in Brüssel.  Lorenzen war Ehrendoktor der Universität von Rio de Janeiro. Lorenzen begründete 1971 das Interdisziplinäre Institut für Wissenschaftstheorie und Wissenschaftsgeschichte (IIWW) in Erlangen, das ihm durch einen abgelehnten Ruf ermöglicht wurde.
Sein Nachlass befindet sich im Philosophischen Archiv der Universität Konstanz. Lorenzen war seit 1939 mit Käthe Dalchow verheiratet. Die gemeinsame Tochter Jutta Reinhardt gründete mit ihrem Mann Hans-Wolf Reinhardt 2009 die Paul-Lorenzen-Stiftung, die regelmäßig wissenschaftliche Tagungen zur Philosophie und zu angrenzenden Wissenschaften durchführt.

## Erlanger Schule
Die Methodische Philosophie von Lorenzen und Kamlah, die Erlanger Schule, suchte einen kritischen Weg zwischen dem kritischen Rationalismus Karl Poppers und der von der Transzendentalpragmatik Karl-Otto Apels intendierten Letztbegründung und fand durch die Gemeinsamkeiten der pragmatischen Begründungskonzeption mit der Universalpragmatik einen Koalitionspartner in der Frankfurter Schule („Große Koalition“) gegen den Szientismus und den logischen Empirismus. Es gab in den späten 1960er Jahren Kongresse, auf denen Jürgen Habermas und Lorenzen als Hauptredner auftraten. Die Erlanger Schule stand in ständiger Fehde mit dem wissenschaftstheoretischen Strukturalismus, wie ihn Wolfgang Stegmüller vertrat. Beide Richtungen wurden zu den Gründungsströmungen der Wissenschaftstheorie in Deutschland.
Zwar hat die Erlanger Schule etliche oberflächliche Gemeinsamkeiten mit der analytischen Philosophie, vor allem die Fokussierung auf die Logik und Wissenschaftsorientierung bei Lorenzen. Allerdings geht der Konstruktivismus dagegen von einem pragmatischen und operationalistischen Einbinden des Handelns im Alltag aus. Er lehnt ein Analysieren bloß vorgefundener Sprache ab und bindet die Behandlung normativer Probleme in die Philosophie ein. Hauptstränge der Erlanger Philosophie sind das zirkelfreie Prinzip der methodischen Ordnung, das die Reihenfolge im wissenschaftlichen Vorgehen thematisiert, und die dialogische und reflexive Vernunft. In diesem Zusammenhang standen auch die Debatten über das Vorgehen in der Sprachphilosophie, der Logik sowie den technischen und ethisch-politischen Wissenschaften:
- Aus der Alltagspraxis der Lebenswelt hochstilisierte Theorie soll eine disziplinübergreifende Grundlegung der Wissenschaften ermöglichen.

In den 1970er Jahren bereits erhielten die ersten Mitarbeiter aus dem Erlanger Umfeld Berufungen und entwickelten die Erlanger Philosophie weiter: Jürgen Mittelstraß, Friedrich Kambartel und andere gingen an die Reformuniversität in Konstanz („Konstanzer Schule“ oder „Erlangen-Konstanzer Schule“), Kuno Lorenz entwickelte in Saarbrücken eine dialogische Komponente der Erlanger Philosophie, Peter Janich gestaltete in Marburg einen methodischen Kulturalismus. Carl Friedrich Gethmann, Friedrich Kambartel und andere haben sich den Diskursen um die methodische Philosophie angeschlossen. Etwa 50 Hochschullehrer um Jürgen Mittelstraß, die der Erlanger Schule nahestehen, schreiben seit den 1970er Jahren an einer Enzyklopädie. Diese Enzyklopädie Philosophie und Wissenschaftstheorie, wurde in der achtbändigen 2. Auflage eines der größten allgemeinen Nachschlagewerke zur Philosophie im deutschsprachigen Raum.

## Logische Grundlagen
Wie oben erwähnt, erschien als erstes Produkt der Zusammenarbeit mit Kamlah 1967 die Logische Propädeutik. Vorschule des vernünftigen Redens. In ihr wird ein zirkelfreier Aufbau einer vernünftigen Sprache angestrebt. Dadurch wollten Lorenzen und Kamlah einer Ungenauigkeit der verwendeten Begriffe und Argumentationsstrukturen entgegentreten. Die Unausweichlichkeit eines hermeneutischen Zirkels oder ähnlich zirkelhaften Denkens wird durch Vorführung eines zirkelfreien, schrittweisen Aufbaus der jeweiligen Praxis zu widerlegen versucht.
Das Buch stellt einen handlungstheoretischen und sprachphilosophischen Neuansatz dar, in dem nicht voraussetzungslos von Gegenständen gesprochen, sondern eine Lehre des verständlichen und im Hinblick auf Geltungsansprüche kontrollierbaren Redens und Argumentierens entwickelt wird. Durch Prädikation wird nach Regeln das Sprechen über Gegenstände kontrolliert eingeführt, ohne diese vorsprachlich als gegeben vorzufinden: Die Sprache erschließt die Welt.
- Ziel ist, aus der Logik eine Einleitung in das Argumentieren anzubieten, um das vernünftige Begründen grundzulegen. Lorenzen setzte sich für begrifflich deutliches Denken und methodisch geordnetes Vorgehen im philosophischen Diskurs ein.[21] Dabei wird die prinzipielle Bereitschaft hervorgehoben, alle Vororientierungen kritisch in Frage stellen zu lassen. Eine kritische konstruktive Wissenschaftstheorie als Teil des linguistic turn soll durch die Logik vorbereitet werden.

Neben der Konstruktion wird von Lorenzen der Vorgang der Abstraktion eingeführt: Wenn Äquivalenzrelationen vorliegen, kann ein Oberbegriff dadurch gebildet werden, dass man von den Unterschieden absieht. Über sogenannte abstrakte Gegenstände kann und soll nicht unabhängig von diesem Vorgang geredet werden. Die üblichen Definitionszeichen „:=“ werden von Lorenzen durch das Zeichen „{\displaystyle \leftrightharpoons }“ ersetzt, um der empraktisch lebensweltlich eingeführten Sprache beim Definieren gerecht zu werden.
Lorenzen war zur Zeit der Logischen Propädeutik zeitgenössischer Anhänger des logischen Atomismus: Ein atomarer Elementarsatz hat eine Struktur aus Subjekt, Kopula (ε) und Prädikat. Dies für die Mathematik übliche Vorgehen reichte Lorenzen Anfang der 1970er Jahre für den Aufbau einer Ethik nicht mehr aus und er entwickelte, zusammen mit Oswald Schwemmer, stattdessen ausgedehnte Elementarsätze mit mehreren Prädikatoren und zwei zusätzlichen Kopulaarten.
Statt zwei eigenständige logisch verknüpfte Elementarsätze wie Fido ε Hund und Fido ε braun vorzuschreiben, wird die gemeinsame Elementaraussage Fido ε ein brauner Hund erlaubt. Lorenzen richtete sich gleichzeitig dagegen, von einem hündischen Braun zu sprechen. „Hund“ wird als selbständige Eigenprädikation, „braun“ dagegen als abhängige Apprädikation eingeführt. Der Datenbankexperte und Informatikpionier Hartmut Wedekind sieht in der Benutzung mehrerer Prädikatoren in einem Elementarsatz bei Lorenzen eine Parallele zu Edgar F. Codds Einführung der relationalen Datenbanken.
Das Reden über Handlungen wird empraktisch eingeführt, etwa die Aufforderung: (Peter)(Wirf)(Stein). Lorenzen sieht eine Tatkopula {\displaystyle \pi } (tut) und eine Geschehenskopula κ zusätzlich zur üblichen Ist-Kopula ε vor. Der Satz: „Tilman {\displaystyle \pi } tragen mit Eimern Wasser ins Haus.“ gilt also als Elementarsatz. Die Kopula {\displaystyle \pi } ist kein Prädikator, die Tätigkeit „tragen“ ist dagegen ein Eigenprädikator. Eigenprädikatoren sind die wesentlichen Prädikatoren (hier: Substantive und Verben), die rechts von der Kopula (notfalls) allein stehen können.
Diese Lorenzensche Revision des Vorgehens der Logischen Propädeutik ist in der konstruktiven Wissenschaftstheorie umstritten. Sie kann als Abkehr vom sprachphilosophischen Ansatz in der Spätphilosophie Wittgensteins gedeutet werden. Kuno Lorenz hält es nicht für angemessen, eine Tatkopula einzuführen und auch Tätigkeiten als Eigenprädikatoren zuzulassen: Durch „Der Vogel {\displaystyle \pi } singen“' wird „singen“ nicht mehr als Artikulator des Schemas „singen“ konstruiert. Der unmittelbare Geltungszusammenhang zwischen einer Elementaraussage und ihrer Prädikationseinführung gehe verloren.
Der Aufbau der einzelnen Elemente des so erweiterten Elementarsatzes wurde von Lorenzen sehr detailliert ausgearbeitet: Es gibt neben 216 symbolisierten Lokalpräpositionen drei Kasusmorpheme:
- Der Mittelfall („mit Eimern“) wird bei für Handlungen erforderlichen Geräten verwendet.
- Der Werkfall („zu Asche“) wird für das Ergebnis einer Handlung verwendet.
- Der Gebefall („an Hans“) wird in Handlungszusammenhängen des Tauschens verwendet.

## Dialogische Logik
Lorenzen war der Auffassung, dass sich eine intuitionistische Logik zunächst einfacher begründen lässt als die übliche klassische zweiwertige Logik, die darauf aufbaue. Der Satz vom ausgeschlossenen Dritten dürfe für unendliche Bereiche oder zukünftige Sachverhalte nicht einfach als logisch richtig vorausgesetzt werden. Die Antinomien der reinen Vernunft seien nicht selbstverständlich logisch wahr: Die Antinomie „Die Welt hat einen Anfang in der Zeit oder die Welt hat keinen Anfang in der Zeit“ ist, laut Lorenzen, keine logisch als richtig vorauszusetzende alternative Aussage. Sie würde nur logisch stimmen, wenn einer der beiden Teilsätze aus sich heraus als wahr erwiesen ist.
Lorenzen entwickelte zusammen mit Kuno Lorenz eine dialogische Logik, bei der die logischen Operatoren (statt mit der Wahrheitstafel) mithilfe von formal strukturierten Dialogen durch Angriff und Verteidigung von Proponent und Opponent im Dialogspiel bestimmt werden. Diese dialogische Logik ist auch als Vorbild des Argumentierens konzipiert worden, weil es Gesprächssituationen eher entspricht als das übliche Ableiten von Aussagen in Logikkalkülen. Ein Argument erhält zuweilen seine Geltung (wird wahr), wenn man ein Argument des Gesprächspartners übernimmt, oder wenn kein Einwand mehr sinnvoll ist.
Die Subjunktion („wenn …, dann …“: {\displaystyle \rightarrow }) wird dabei als auf verschiedene Arten interpretierbar aufgefasst, je nachdem, welche Angriffs- und Verteidigungsregeln angesetzt werden. Bei einem nichtklassischen Regelsatz sind während des Dialogs auch nicht wahrheitsdefinite Aussagen erlaubt, obwohl am Ende eines abgeschlossenen Dialogs der Wahrheitswert der Gesamtaussage feststeht.
Die Subjunktion enthält als einziger Junktor zwei Dialoge. Beispiel eines formalen Dialogs zur Aussage {\displaystyle a\rightarrow a} (wenn a, dann a):
| {\displaystyle O}  | {\displaystyle P}              | Kommentar |
| ------------------ | ------------------------------ | --- |
|                    | {\displaystyle a\rightarrow a} | |
| {\displaystyle a?} |                                | Die Subjunktionsbehauptung wird nach der Subjunktionsregel angegriffen, indem die voranstehende Primaussage behauptet wird.                                        |
|                    | {\displaystyle a}              | Als Verteidigung wird die nachstehende Primaussage genannt, dies ist hier in diesem Fall gleichzeitig auch eine Übernahme des {\displaystyle a} der vorigen Zeile. |

Bei diesem Beispiel gewinnt der Proponent, weil er {\displaystyle a} und damit den Beleg für {\displaystyle a} einfach vom Opponenten übernehmen kann.
Ob man zuerst die eigene Belegpflicht erfüllen muss oder ob man vorher den Gesprächspartner verpflichten kann, seine Teilaussage zu beweisen, ist abhängig von den Rahmenregeln.
Lorenz und Lorenzen entwickelten eine sogenannte effektive Dialogregel: „Der Proponent greift eine vom anderen gesetzte Aussage an oder verteidigt sich gegen den zuletzt erfolgten Angriff des anderen.“ Für den Opponenten gilt weiter die sogenannte strenge Dialogregel, nur in Bezug auf die letzte Aussage des Proponenten angreifen oder verteidigen zu dürfen. Die effektive Logik entspricht der intuitionistischen Logik.
Steht eine Aussage später nicht mehr zur Verfügung, so kann man aus der dialogischen Logik eine zeitliche Logik entwickeln. Carl Friedrich von Weizsäcker und Peter Mittelstaedt haben dies für die Interpretation der Quantenphysik durch zeitliche Logik (Quantenlogik) genutzt, obwohl Lorenzen diese Interpretation nicht teilte. Für ihn gibt es zeitliche Logik ausschließlich in der Modallogik und nicht in der formalen Logik.
Die verschiedenen Logiksysteme lassen sich durch Zusatz oder Wegnahme von Dialogregeln ineinander überführen.
Logische Wahrheiten sind in der dialogischen Logik teilweise dadurch ausgezeichnet, dass sich im Verlaufe eines Dialoges der eine Gesprächspartner verteidigen kann, indem er einen Beweis des anderen übernimmt, sodass dieser nichts mehr entgegnen kann.
Lorenzen verwendete die Quantorzeichen {\displaystyle \bigvee } (Einsquantor: „für einige“) und {\displaystyle \bigwedge } (Allquantor: „für alle“), um die Verbindung zu den entsprechenden Junktoren zu erläutern und die Interpretation zu erleichtern, damit nicht immer der Fehler gemacht wird, aus der Formulierung der Quantoren auf die „Existenz“ von etwas zu schließen.
| {\displaystyle \bigwedge xA(x)} | entspricht: | {\displaystyle A(0)\land A(1)\land A(2)\land \dots } |
| {\displaystyle \bigvee xA(x)}   | entspricht: | {\displaystyle A(0)\lor A(1)\lor A(2)\lor \dots }    |

Die Regeln für die Quantoren lauten in der dialogischen Logik folgendermaßen:
| Quantoren                         | Angriff            | Verteidigung         |
| --------------------------------- | ------------------ | -------------------- |
| {\displaystyle \bigwedge x\;A(x)} | {\displaystyle n?} | {\displaystyle A(n)} |
| {\displaystyle \bigvee x\;A(x)}   | {\displaystyle ?}  | {\displaystyle A(n)} |

## Konstruktive Mathematik
Lorenzen erarbeitete schon in den 1950er Jahren eine operative Mathematik, die statt mit Vorgefundenem mit einer Handlungsweise, nämlich dem kalkulatorischen Zählen beginnt.
Dazu wird ein Zähl- oder Strichkalkül der Grundzahlen (wie Lorenzen statt natürliche Zahlen sagt, um das konstruierende Handeln vom Vorgefundenen abzugrenzen) verwendet:
⇒ |
n ⇒ n|
Auf diese Weise werden „von uns“ Zahlen hergestellt: Sie sind Produkte von Zähloperationen. Logik und Mathematik werden pragmatisch als eine Lehre vom Operieren nach bestimmten Regeln verstanden. Auf dieser zunächst auch „operativ“, erst in den 1960er Jahren „konstruktiv“ genannten Grundlage rekonstruierte Lorenzen die Mathematik bis zur klassischen Analysis, eine Mathematik, die nur mit dem auskommt, was man nachvollziehbar konstruieren kann.
Im Anschluss an Ansätze von Hermann Weyl war dies eine Neuformulierung der mathematischen Theorien. Dadurch wurde die konstruktive Mathematik ähnlich dem Intuitionismus zu einem Standpunkt im Grundlagenstreit der Mathematik. Lorenzen behauptete, dass durch die konstruktiven Einschränkungen der Mathematik keine Anwendungsmöglichkeiten verloren gehen.
Lorenzen beteiligte sich am Hilbertprogramm und führte 1951 (unabhängig von Wang Hao) einen Widerspruchsfreiheitsbeweis für die verzweigte Typentheorie (mit Unendlichkeitsaxiom und ohne Reduzibilitätsaxiom, so dass die klassische Analysis nicht darin enthalten ist) durch. Dies führte zu einer großen internationalen Anerkennung wegen der Bedeutung dieser Arbeit für die Grundlegung der Mathematik in den Principia Mathematica von Alfred North Whitehead und Bertrand Russell. Lorenzen war 1962 einer der sieben Gründungsmitglieder der Deutschen Vereinigung für Mathematische Logik und für Grundlagen der Exakten Wissenschaften. In seinem im selben Jahr veröffentlichten Buch Metamathematik fasste er die Metamathematik als „Mathematik der Metatheorien“ auf, wobei eine Metatheorie eine (konstruktive oder axiomatische) Theorie über axiomatische Theorien darstellt. Lorenzen führte den Terminus „zulässige Regel“ im Sinne der Eliminierbarkeit ein: Ist eine Kalkülregel eliminierbar, dann ist sie in diesem Kalkül gültig. Die Verwendung des Gentzenschen Hauptsatzes, der die Gültigkeit der Schnittregel besagt, ist die metalogische Haupttechnik der Widerspruchsfreiheitsbeweise für die Arithmetik und Analysis. Das Ziel der Metamathematik Lorenzens war es zunächst, durch den Beweis der Widerspruchsfreiheit der konstruktiven Mathematik auch den Beweis der Widerspruchsfreiheit der axiomatischen Mathematik zu führen, der in der axiomatischen Mathematik allein nach dem Gödelschen Unvollständigkeitssatz (den Lorenzen „Unableitbarkeitssatz“ nannte) nicht zu erhalten war.
Aus dem Gentzenschen Hauptsatz folgt die Widerspruchsfreiheit der Logik bestimmter Kalküle und damit die Widerspruchsfreiheit großer Teile der Mathematik. Lorenzen sah darin keinen Widerspruch zu den Ergebnissen Kurt Gödels:

„Der Gödelsche Unableitbarkeitssatz sagt zwar, daß eine Arithmetisierung dieses hier geführten Konsistenzbeweises zu einer Formulierung der Konsistenzbehauptung führt, die im Peano-Formalismus nicht ableitbar ist, aber das ist kein Einwand gegen den Konsistenzbeweis, sondern nur eine Zusatzinformation über den Peano-Formalismus.“

Für Lorenzen stellte sich der Gödelsche Unvollständigkeitssatz als ein Einwand gegen das gesamte Programm seines methodischen Vorgehens dar, insbesondere gegen die methodische Konstruktion einer Orthosprache und den Aufbau einer entsprechenden Logik. Deshalb war es das Anliegen des Buches Metamathematik zu zeigen, dass das Gödelsche Theorem dem methodischen Aufbau nur scheinbar im Wege stehe.
Lorenzen vervollständigte 1965 das Programm der konstruktiven Mathematik mit einer Rekonstruktion der klassischen Analysis. Dabei wurden nicht alle üblichen Beweise übernommen, aber die klassischen Beweise so umgearbeitet, dass die meisten Resultate erhalten blieben: Aus Termen werden Folgen abstrahiert. Irrationale Zahlen werden als Abstraktion aus Cauchy-konvergenten Folgen rationaler Zahlen bestimmbar, deren Differenz eine Nullfolge ist. Spezielle Sätze wie etwa der Satz von Bolzano-Weierstraß werden so umformuliert, dass sie nur für konstruierbare Folgen gelten. Für die entsprechenden Beweise wird deshalb das Auswahlaxiom nicht benötigt.
Lorenzen hatte sich mit der konstruktiven Mathematik ab den späten 1960er Jahren in eine Außenseiterposition unter Mathematikern manövriert. Für die große Mehrheit der Mathematiker war nicht einzusehen, warum man sich auf die philosophisch motivierten Einschränkungen der Mathematik einlassen sollte.
Noch im Ruhestand schrieb Lorenzen eine Elementargeometrie. Neben der Ausarbeitung der Protogeometrie und Geometrie entwarf er ein Fundament für die analytische Geometrie. Lorenzen lehnte Unendlichkeitsvorstellungen ab. Unendlichkeit war für ihn nur ein Ignorieren (Abstraktion, Absehen von) der Endlichkeit. Benutzte Lorenzen in der Rekonstruktion der Analysis 1965 noch indefinite Quantoren für überabzählbare Mengen, so sprach er später von jeweils einer Menge {\displaystyle \mathbb {R} } der reellen Zahlen, die gerade als Basis notwendig ist (z. B. auch algebraische Körpererweiterungen mit transzendenten Zahlen) und nicht von der Menge {\displaystyle \mathbb {R} } „aller“ reellen Zahlen. Statt von vorgefundenen überabzählbaren Mengen auszugehen, werden nur berechenbare Zahlen verwendet. Man erhält so jeweils eine abzählbare Menge der für praktische Anwendungen nötigen reellen Zahlen. Die üblichen Cantor-Diagonalisierungen zum Beweis der Überabzählbarkeit werden in konstruktiver Form als Techniken interpretiert, um {\displaystyle \mathbb {R} } zu erweitern. Auf überabzählbare Mengen wird also verzichtet; gibt es Zahlen, die nicht zu einer Menge {\displaystyle \mathbb {R} } dazugehören und gebraucht werden, können sie entsprechend konstruiert und in einer algebraischen Hülle abzählbar dazugenommen werden.

## Protophysik
Mit Peter Janich und Rüdiger Inhetveen entwickelte Lorenzen die sogenannte Protophysik, eine umstrittene Vorphysik der Messinstrumente, in der man sich (vor den Messungen) Rechenschaft über die Bestimmung von Messinstrumenten verschafft und diese Bestimmungen später nicht revidiert. Im Anschluss an Ansätze von Kant und Dingler wurde dies zunächst für die Geometrie und die Zeitrechnung (Chronometrie) ausgearbeitet. Ebene Oberflächen, rechte Winkel oder gleichmäßig tickende Taktgeber (Uhren) sind nicht empirische Forschungsgegenstände, sondern Artefakte (das heißt: Produkte menschlicher Kulturtechnik). Die Normen für Messgeräte übernehmen in etwa die Rolle, die die transzendentalen Erkenntnisformen a priori (Raum und Zeit) bei Kant haben. Allerdings wird dies in der Protophysik operationalisiert, die Messgerätenormen sind Teil einer pragmatischen Handlungstheorie.
Die ersten Arbeiten und Diskussionen zur Protophysik entstanden in den 1930er Jahren im Münchner Dingler-Kreis, der mit der Deutschen Physik in Verbindung gebracht wird, weil die Arbeiten Albert Einsteins und anderer zur Relativitätstheorie teilweise antisemitisch motiviert abgelehnt und angefeindet wurden.
Das Prinzip der methodischen (deshalb: methodischer Konstruktivismus) Ordnung schreibt Folgendes über Messinstrumente vor: Die normierten Bestimmungen, die die Herstellung von Messgeräten ermöglichen, können nicht durch Messungen widerlegt werden, die erst mit Hilfe dieser Messgeräte erhalten werden.
Lorenzen erarbeitete zusätzlich zur Geometrie und Chronometrie eine Wahrscheinlichkeitstheorie als dritte Säule der Protophysik. Zufallsgeneratoren sind als Messgeräte normiert definierbar.
Anfangs hatte Lorenzen die Protophysik mit sogenannten Homogenitätsprinzipien begründet: Die Punkte auf einer ebenen Oberfläche oder die Takte einer Uhr sollen nicht zu unterscheiden sein. Später entwickelte er mit Rüdiger Inhetveen eine Protogeometrie mit Formprinzip, in der eine Ebene über frei klappsymmetrisches Aneinanderpassen eingeführt wurde: Das wechselseitige Aneinanderpassen von Werkstücken mit ihren Abdrücken und Kopien (Klappsymmetrie) ist das Kriterium, ob eine Ebnung (zum Beispiel nach dem Dinglerschen Dreiplatten-Schleifverfahren) erreicht wurde: Wenn die Herstellung einer ebenen Oberfläche ausgereift ist, lässt sich ein Matrizenabdruck von einer Kopie nicht mehr unterscheiden. Daraus folgt dann auch eine Drehsymmetrie ebener Gegenstände. Lorenzens Schwiegersohn Hans-Wolf Reinhardt stellte einen Baukasten mit klappsymmetrischen Figuren in zwei Teilen her.
Es gibt sogenannte Eindeutigkeitsbeweise für schon erreichte geometrische Formen. In der Chronometrie gibt es einen Beweis von Janich, dass die Gangverhältnisse von je zwei Uhren beliebigen Typs konstant sind. Durch die Einbindung von Digitaluhren wurde in der Chronometrie das Problem des korrekten Nachweises üblicher Verfahren von Lorenzen gelöst.
Lorenzen benutzte für das Anstreben eines Ziels, das man nie vollständig erreichen kann, terminologisch das Adjektiv ideal. Zum Beispiel kann eine manuelle Ebnung sinnvoll angestrebt werden, obwohl das Ziel nie ganz erreicht wird. Dies anstrebende Handeln kann über einen Dialog eingeführt werden, indem abhängig von der strenger werdenden Genauigkeitsmarge (die Toleranz beim Prüfen) ein fortgeschritteneres Realisat angegeben werden soll, bei dem das Kriterium mit der genannten Genauigkeit erfüllt ist: Ebnet man genügend lange, so wird das Werkstück beliebig eben.
In der anschließenden Geometrie argumentierte Lorenzen für das Formprinzip beim Konstruieren. Dies bedeutet, dass es für die Form einer geometrischen Figur nur auf die Konstruktionsvorschrift ankommt, nicht auf die Länge der Strecken, insbesondere der Ausgangsstrecke. Als solche Konstruktionspläne interpretierte Lorenzen die platonischen Ideen, ohne dabei einen nichtoperativen ontologischen Realismus zu übernehmen: Hat man eine bestimmte geometrische Konstruktion, so kann man etwa davon absehen, in welcher Sprache sie formuliert ist. Die Abstraktion von der jeweiligen Sprache ist bei Lorenzen die Idee der Konstruktion. So glaubte Lorenzen im Schulstreit zwischen Aristoteles (von dem das Verfahren der Abstraktion stammt) und Platon (Ideenlehre) vermitteln zu können.
Die Größe der ursprünglichen Ausgangsstrecke geht nicht in die geometrische Konstruktion ein.
Beide Tätigkeiten – das anzustrebende Herstellen der Grundformen in der Protogeometrie und das Konstruieren geometrischer Figuren in der Geometrie – sind bei Lorenzen Operationen. Von seinem früheren Schüler Peter Janich wurde Lorenzen fälschlich dahingehend interpretiert, dass er das operative Konzept verlassen und sich stattdessen einem Formprinzip platonischer Form zugewandt hätte.
Die Ausgangsstrecke einer geometrischen Konstruktion mit Zirkel und Lineal kann ein Vielfaches einer anderen Ausgangsstrecke sein, also können konstruktionsgleiche Dreiecke verschieden groß sein. Sie haben aber gleiche Winkel. Dieser Ansatz, von verschieden großen und formgleichen Figuren auszugehen, entspricht (gemäß John Wallis) genau der Verwendung des Parallelenaxioms und dies führt also zu einer Euklidischen Geometrie. Durch Vergleich von elastischen Stößen mit inelastischen arbeitete Lorenzen daraufhin den klassischen Impulserhaltungssatz und das Coulombsche Ladungsverhältnis zu einer klassischen Physik der Masse und der Ladung aus.
Dies legt nahe, dass Lorenzen in der Nachfolge von Hugo Dingler ein Gegner der Relativitätstheorie gewesen sei. Tatsächlich bestand er auf dem Primat der philosophischen Begründungen gegenüber der empirischen Physik in Grundlagenfragen. Seit 1977 versuchte Lorenzen die empirisch bestätigten Ergebnisse der allgemeinen Relativitätstheorie mit der Protophysik abzugleichen. Dabei vertrat er nicht die Mehrheitsmeinung der Physiker, dass die Konsequenz der allgemeinen Relativitätstheorie eine tatsächliche Krümmung des Raums sei. Als eine Interpretation der konventionalistischen Aspekte des frühen Standardwerkes Gravitation and Cosmology von Steven Weinberg sah Lorenzen im metrischen Tensor {\displaystyle g_{\mu \nu }} der Feldgleichungen von Einstein und Hilbert nur eine mathematische Beschreibung für die Umrechnung der pseudoeuklidischen Maßverhältnisse in Inertialsystemen auf ungleichförmig bewegte Bezugssysteme. Nicht der Raum wird als gekrümmt angesehen, sondern im Vergleich zur euklidischen Geometrie als Basis fließt beispielsweise das Licht in starken Gravitationsfeldern (gemäß der allgemeinen Relativitätstheorie) krumm.
Die Kosmologie bezog Lorenzen nicht in den genannten Abgleich der allgemeinen Relativitätstheorie mit der Protophysik ein. Lorenzen vertrat zwar die Ansicht, dass die Wissenschaftstheorie den Physikern keine Ratschläge erteilen sollte, wie sie mit ihren Methoden neue Probleme bewältigen können, er lehnte aber den Zwang zu Weltbildern der Physik ab. Das Universum sei ein metaphysischer Ausdruck, der nicht zur Physik gehöre.
Im Erlanger Konstruktivismus und im methodischen Kulturalismus wurde disziplinübergreifend eine Reihe weiterer Prototheorien entwickelt (Protochemie, Protobiologie, Protopsychologie).

## Modallogik
Lorenzen systematisierte die Modalworte „kann“, „darf“, „muss“ usw. Aus der ontischen und deontisch-normativen Modallogik entwickelte Lorenzen die Grundlagen für die sogenannte Hauptschule der Vernunft als Weiterführung der Logischen Propädeutik, die als konstruktive Wissenschaftstheorie die technischen und politischen Wissenschaften begründen sollte. Dafür wurde eigens eine Orthosprache entworfen.
Die verschiedenen Formen der Modallogik beinhalten technisch-naturwissenschaftliche, handlungsbezogene, ethisch-praktische und biologisch-medizinische Kurzfassungen von Verlaufsformulierungen:
Lorenzen unterschied drei Arten von Modalitäten:
1. Die ontischen Modalitäten der Verlaufshypothesen: (Das Haus kann zusammenfallen.) Symbol: {\displaystyle \nabla }
2. Die deontischen Modalitäten der normativen Logik mit Gebotenheit und Erlaubnis. Symbol: {\displaystyle \nabla !}
3. Die „praktischen“ Modalitäten der Erreichbarkeit und der Unvermeidbarkeit. Symbol ist ERR (Erreichbarkeit).

Hinzu kam eine Ausarbeitung der biologischen Potentialität:
- Biologisch-medizinisches Werden (potentiell): Aus einem Kirschkern kann ein Baum entstehen.[58]

„Notwendig p“ wird wie üblich definiert durch „nicht möglich nicht p“; in der modallogischen Notation Lorenzens:
{\displaystyle \Delta p\leftrightharpoons \neg \nabla \neg p}
Entsprechend wurde die Unvermeidbarkeit UNV definiert. Die Gebotenheit {\displaystyle \Delta !} (geboten relativ zu einem Zweckesystem) wurde in der deontisch-normativen Logik vor dem genannten Dürfen (erlaubt: {\displaystyle \nabla !\leftrightharpoons \neg \Delta !\neg }) eingeführt.
Die Modallogik Lorenzens ist zunächst zwanglos wissensbedingt, das heißt, dass die in der Modallogik gemachten Aussagen relativ zu einem vermeintlichen, auf zeitliche Veränderungen bezogenen, Wissen gelten. 
Die verschiedenen Typen von Modalitäten spielen auch zusammen. Etwa in dem Satz: Erreichbarkeit (menschliches Vermögen) impliziert Möglichkeit (Verlaufshypothese).
Eine modallogische Dialogstellung ist genau dann für jedes zugrundeliegende Wissen zu gewinnen, wenn sie beim Streichen aller modallogischen Zeichen gewonnen wird. Dies folge aus dem Gentzenschen Hauptsatz. Für Lorenzen bestand darin eine Pointe, die Modallogik einfach zu fundieren.
Das Ziel der Modallogik war der systematische Aufbau einer Wissenschaftstheorie ohne unbegriffene Worte: Lorenzen kritisierte die Rede vom Willen als ungenau. Die personenbezogenen Zuschreibungen (starker Wille, freier Wille, böser Wille) sollten für die ethisch-politische Beurteilung einer Wollung nicht berücksichtigt werden, sondern die Zwecke sollen mit Bedürfnissen (konstruktive Soziologie) abgleichbar sein. Menschen bilden jedenfalls mittels Verlaufshypothesen aus Wünschen Zwecke ihres Handelns (und aus Vermutungen technische Behauptungen, wie diese Ziele zu erreichen sind).

## Von der Ethik zur Politik
Unter anderem für die Tätigkeit als John Locke Lecturer in Oxford entwickelte Lorenzen eine normative Logik, um in den folgenden Jahren (anfangs mit Oswald Schwemmer) eine vernünftige Begründung der Ethik anzustreben. Im akademischen Jahr 1967/1968 formulierte Lorenzen zum ersten Mal Das Moralprinzip der Transsubjektivität. Es wurde der Versuch gemacht, „auf einer individual-ethischen Basis von Personen, die (private) Konflikte beraten, zu einem Vernunftprinzip zu kommen“. Das Prinzip der Transsubjektivität bedeutet, beim Argumentieren die eigene Subjektivität zur Disposition zu stellen. Der Terminus Transsubjektivität wurde von Lorenzen und Jürgen Mittelstraß eingeführt, um praktische Orientierungen in Abgrenzung zur bloßen wissenschaftlichen Intersubjektivität zu betonen. Der Gesprächspartner soll nicht lediglich als Mittel der eigenen subjektiven Zwecke betrachtet werden. Gemeinsam mit anderen Philosophen wie etwa Friedrich Kambartel und Jürgen Habermas betonte Lorenzen im Gegensatz zum Wiener Kreis den Primat der ethisch-politischen (praktischen) vor der technischen (theoretischen) Vernunft. 
Lorenzen hielt später die Ethik für „nicht theoriefähig“. Stattdessen sah er in unserer „posttraditionalen“ Kultur die Aufgabe, eine politische Theorie zu entwickeln, um Bürgerkriege zu vermeiden. Sie entstehen, weil menschliche Ziele einander widersprechen und zuwiderlaufen. Lorenzen zitierte dazu das kantsche Beispiel, dass nicht sowohl Franz I. als auch Karl V. Mailand bekommen können. Die Zwecke sind unverträglich. 
Das Verträglichmachen der Vielfalt von Zwecken durch politische Beratungen führte etwa ab 1980 zu einem modifizierten Begriff der Transsubjektivität. Sie ist die „negative Präzisierung der Orientierung des Argumentierens am allgemeinen freien Konsens.“ Gesetze sollen aus der stets drohenden Bürgerkriegsgefahr herausführen. Wird bei der Gesetzgebung ein verträgliches System von Lebensformen beachtet, darf die freie Zustimmung aller Bürger zu den Gesetzen erwartet werden. - Lorenzen schrieb Arbeiten zum demokratischen Sozialismus und zum Republikbegriff: Friedenspolitiker erarbeiten ein System von verträglichen Lebensformen mit dem Ziel des Wohlstands und Friedens.

## Rezeption
Wie oben erwähnt hatte Lorenzen eine breite Schülerschaft. Manche Kollegen führten eine Weiterentwicklung des Ansatzes durch und grenzten sich dennoch auch teilweise seit 1970 davon ab. Außerschulische Kritik am Ansatz von Lorenzen kam insbesondere von Vertretern des strukturalistischen Theorienkonzepts und des kritischen Rationalismus. Gleichwohl übernahmen manche Philosophen und Wissenschaftler Anregungen.
Jürgen Habermas und Paul Lorenzen hielten während des Höhepunkts der Studentenbewegung in Westdeutschland 1969 Hauptvorträge auf dem IX. Deutschen Kongreß für Philosophie in Düsseldorf, die den Positivismusstreit neu aufnahmen und neue Perspektiven auf dem Gebiet der Ethik und Diskurstheorie eröffneten. Friedrich Kambartel entwickelte aus dem pragmatischen Begründungskonzept Lorenzens und der Universalpragmatik von Habermas Kriterien für einen rationalen Dialog. Kambartel kritisierte später die praktische Philosophie Lorenzens im Detail: Die Vernunft sei nicht so exakt zu fassen, wie Lorenzen sie gestalte. Vernunft sei vielmehr eine Kultur, in die man hineinwächst, eine soziale Praxis, in der man seine Urteilskraft bildet.
In den 1970er Jahren stand der Ansatz Lorenzens in einem Gegensatz zu den historischen Beobachtungen von Thomas S. Kuhn, der behauptet, Rationalität gäbe es nur innerhalb voneinander abwechselnden Paradigmen. Jürgen Mittelstraß versuchte daraufhin, eine historische Wissenschaftstheorie mit dem konstruktiven Ansatz Lorenzens zu verbinden. Durch Arbeiten von Carl Friedrich Gethmann, Jürgen Mittelstraß und Christian Thiel unter anderem zur Technikfolgenabschätzung und Wissenschaftsgeschichte ist der Lorenzensche Ansatz weiter entfaltet worden.
Kuno Lorenz entwickelt am Zusammenhang von Semiotik und Pragmatik den Lorenzenschen Ansatz zu einem dialogischen Konstruktivismus weiter. Er teilt dabei nicht den von Lorenzen mit Apprädikatoren erweiterten Elementarsatzbegriff samt Einführung einer eigenen Tatkopula, weil der sprachphilosophische Zusammenhang zwischen Prädikation und Elementarsatz dadurch teilweise verloren ginge. Peter Janich hatte die Protowissenschaften weiter ausgeformt und setzte sich mit dem methodischen Kulturalismus pointiert von Lorenzen ab, dem er vorwarf, das ursprüngliche operative Konzept verlassen zu haben.
Zusammen mit dem Wissenschaftstheoretiker Wolfgang Stegmüller hatte Lorenzen nach dem Zweiten Weltkrieg in Deutschland auf die analytische und angloamerikanische Philosophie aufmerksam gemacht. Stegmüller kritisierte allerdings die konstruktivistische Wissenschaftsbegründung Lorenzens als eine „verführerische Metapher“. Carl Friedrich von Weizsäcker setzte Lorenzens Zusammengehen von Logik und Demokratie in einen Gegensatz zu Nietzsches Denken.
In der Mathematik wird Lorenzen für seine frühen Arbeiten zur operativen Logik und Mathematik sowie zur Metamathematik hoch geschätzt, seine spätere konstruktive Mathematik und die Protophysik (die noch in den 1970er Jahren breit diskutiert wurde) gelten dagegen wissenschaftlich als Außenseiterpositionen.
Hans Albert behauptete, dass Lorenzens Ansatz, der vom Handeln ausgeht, dem Begründungsabbruch unterliege, wie jede Philosophie, die etwas Evidentes zum Ausgang nimmt. Hans Albert und Helmut F. Spinner kritisieren die Ablehnung eines Theorienpluralismus bei Lorenzen. Zur Kritik an dem Ansatz Lorenzens gab es in den 1990er Jahren weitere Ansätze.
Der Wirtschaftswissenschaftler Horst Steinmann, der Informatiker Hartmut Wedekind, der Mathematiker Peter Zahn und andere Wissenschaftler nahmen Anregungen Lorenzens auf und entwickelten sie weiter.
Robert Brandom knüpft mit seinem Inferentialismus an den sprachpragmatischen Ansatz Ludwig Wittgensteins an und steht dadurch der Erlanger Schule nahe. In diesem Zusammenhang kam es zu Vergleichen zwischen Brandom und Lorenzen und zu wissenschaftlichen Kooperationen und Diskussionen zwischen Brandom, Kambartel und Pirmin Stekeler-Weithofer.

## Bibliographie
- Christian Thiel: Paul Lorenzen (1915–1994). Bibliographie der Schriften von Paul Lorenzen. In: Journal for General Philosophy of Science. 27 (1996), S. 1–13/187–202.

## Schriften (Auswahl)
- Über halbgeordnete Gruppen. In: Mathematische Zeitschrift. Band 52, Nr. 4, 1950, S. 483–526, (Habilitation, auch als Sonderabdruck: Springer, Berlin u. a. 1949).
- Die Widerspruchsfreiheit der klassischen Analysis. In: Mathematische Zeitschrift. Band 54, Nr. 1, 1951, S. 1–24.
- Maß und Integral in der konstruktiven Analysis. In: Mathematische Zeitschrift. Band 54, Nr. 3, 1951, S. 275–290.
- Algebraische und logistische Untersuchungen über freie Verbände. In: Journal of Symbolic Logic. Band 16, Nr. 2, 1951, S. 81–106, JSTOR:2266681.
- Einführung in die operative Logik und Mathematik (= Die Grundlehren der mathematischen Wissenschaften in Einzeldarstellungen. 78, ISSN 0072-7830). Springer, Berlin u. a. 1955, doi:10.1007/978-3-662-01539-1, (2. Auflage. 1969; weitere Nachdrucke 1994).
- Formale Logik (= Sammlung Göschen. 1176/1176a). De Gruyter, Berlin 1958, (2., verbesserte Auflage. 1962; 3., durchgesehene und erweiterte Auflage. 1967; 4., verbesserte Auflage. 1970; engl. Formal Logic. Translated from the German by Frederick J. Crosson. Reidel, Dordrecht 1965).
- Die Entstehung der exakten Wissenschaften (= Verständliche Wissenschaft. 72, ISSN 0083-5846). Springer, Berlin u. a. 1960, (Nachdruck 1985).
- Das Begründungsproblem der Geometrie als Wissenschaft der räumlichen Ordnung. In: Philosophia naturalis. Band 6, Nr. 4, 1961, S. 415–431, (Wiederabdruck in: Lorenzen: Methodisches Denken. 1968, S. 120–141).
- Metamathematik (= BI-Hochschultaschenbücher. 25, ISSN 0521-9582). Bibliographisches Institut, Mannheim 1962, (2. Auflage. 1980; franz. Metamathematique (= Mathématiques et sciences de l’homme. 6, ZDB-ID 261884-9). Traduit de l’allemand par J. B. Grize. Mouton u. a., Paris u. a. 1967; span. Metamatemática. Traducción de la 2. edición alemana por Jacobo Muñoz. Editorial Tecnos, Madrid 1971).
- Differential und Integral. Eine konstruktive Einführung in die klassische Analysis. Akademische Verlagsgesellschaft, Frankfurt am Main 1965, (engl. Differential and Integral. A Constructive Introduction to Classical Analysis. University of Texas Press, Austin TX 1971, ISBN 0-292-70114-4).
- Mit Wilhelm Kamlah: Logische Propädeutik oder Vorschule des vernünftigen Redens (= BI-Hochschultaschenbücher. 227/227a). Bibliographisches Institut, Mannheim u. a. 1967, (2., verbesserte und erweiterte Auflage: Logische Propädeutik. Vorschule des vernünftigen Redens. 1973, ISBN 3-411-05227-9; Nachdruck 1990, 1992; seit 1996 Metzler, Stuttgart; engl.: Logical Propaedeutic. Pre-School of Reasonable Discourse. Translated by Hoke Robinson. University Press of America, Lanham MD 1984, ISBN 0-8191-3638-7).
- Methodisches Denken. Suhrkamp, Frankfurt am Main 1968, (zahlreiche deutsche Auflagen; span. Pensamiento metódico. Versión castellana de Ernesto Garzón. Sur, Buenos Aires 1974).
- Normative Logic and Ethics (= BI-Hochschultaschenbücher. 236). Bibliographisches Institut, Mannheim u. a. 1969.
- Mit Oswald Schwemmer: Konstruktive Logik, Ethik und Wissenschaftstheorie (= BI-Hochschultaschenbücher. 700). Bibliographisches Institut, Mannheim u. a. 1973, ISBN 3-411-00700-1 (2., verbesserte Auflage. 1975, ISBN 3-411-05700-9).
- Konstruktive Wissenschaftstheorie (= Suhrkamp-Taschenbuch Wissenschaft. 93). Suhrkamp, Frankfurt am Main 1974, ISBN 3-518-07693-0.
- Relativistische Mechanik mit klassischer Geometrie und Kinematik. In: Mathematische Zeitschrift. Band 155, 1977, S. 1–9.
- Theorie der technischen und politischen Vernunft (= Universal-Bibliothek. 9867). Reclam, Stuttgart 1978, ISBN 3-15-009867-X.
- Mit Kuno Lorenz: Dialogische Logik. Wissenschaftliche Buchgesellschaft, Darmstadt 1978, ISBN 3-534-06707-X.
- Elementargeometrie. Das Fundament der Analytischen Geometrie (= BI-Hochschultaschenbücher. 400). Bibliographisches Institut, Mannheim u. a. 1984, ISBN 3-411-00400-2.
- Grundbegriffe technischer und politischer Kultur. Zwölf Beiträge (= Suhrkamp-Taschenbuch Wissenschaft. 494). Suhrkamp, Frankfurt am Main 1985, ISBN 3-518-28094-5.
- Lehrbuch der konstruktiven Wissenschaftstheorie. BI-Wissenschaftsverlag, Mannheim u. a. 1987, ISBN 3-411-03154-9 (Metzler Reprint. Metzler, Stuttgart u. a. 2000, ISBN 3-476-01784-2).
- Constructive Philosophy. Translated by Karl Richard Pavlovic. University of Massachusetts Press, Amherst MA 1987, ISBN 0-87023-564-8 (enthält vor allem Übersetzungen von den Aufsatzsammlungen Methodisches Denken 1968 und Konstruktive Wissenschaftstheorie 1974).
- Philosophische Fundierungsprobleme einer Wirtschafts- und Unternehmensethik. In: Horst Steinmann, Albert Löhr (Hrsg.): Unternehmensethik. Poeschel, Stuttgart 1989, ISBN 3-7910-0471-9, S. 25–57.
- Diesseits von Idealismus und Realismus. In: Peter Janich (Hrsg.): Entwicklungen der methodischen Philosophie (= Suhrkamp-Taschenbuch Wissenschaft. 979). Suhrkamp, Frankfurt am Main 1992, ISBN 3-518-28579-3, S. 207–217.
- Sprache und Mathematik, in: Sprache im technischen Zeitalter, Nr. 2 (1962), S. 111–117.